# Sông Xingu
Sông Xingu, cũng gọi là Rio Xingu theo tiếng Bồ Đào Nha, có chiều dài khoảng 1.979 kilômét (1.230 mi) tại miền bắc Brasil. Xingu là một chi lưu đông nam của sông Amazon.

## Mô tả và lịch sử
Công viên Indien đầu tiên tại Brasil được chính phủ nước này lập ra tại bồn địa và cuối thập niên 1950. Công viên này đánh dấu việc một lãnh thổ thổ dân đầu tiên được chính phủ Brasil công nhận. Hiện nay, 14 bộ lạc sống trong khu bảo tồn vẫn sống sót và nguồn tài nguyên thiên nhiên cùng với nguồn nước từ sông là những gì họ cần để duy trì cuộc sống.
Chính phủ Brasil có kế hoạch xây dựng đập Belo Monte, có thể sẽ trở thành đập thủy điện lớn thứ ba thế giới tại Hạ Xingu. Việc xây dựng này sẽ gây nên các vấn đề về môi trường và tác động tới các nhóm dân bản địa.